# کمرن بیکوندووا
کَمرِن بیکوندووا (انگلیسی: Camren Bicondova؛ ۲۲ مهٔ ۱۹۹۹) بازیگر، مدل و هنرمند رقص اهل ایالات متحده آمریکا است. وی از سال ۲۰۱۱ میلادی تاکنون مشغول فعالیت بوده‌است.
از فیلم‌ها یا مجموعه‌های تلویزیونی که وی در آن‌ها نقش داشته است، می‌توان به گاتهام اشاره نمود. وی بابت بازی در این سریال، نامزد دریافت جایزهٔ «بهترین بازیگر جوان در یک مجموعهٔ تلویزیونی» در ۴۱مین دوره جوایز ساترن (۲۰۱۵) است.